# Eugen Schmitz
Eugen Schmitz, född 12 juli 1882 i Neuburg an der Donau, död 10 juli 1959 i Leipzig, var en tysk musikvetare och musikkritiker.
Schmitz, som var lärjunge till Adolf Sandberger, blev 1905 filosofie doktor i München. Han var verksam som musikkritiker där och från 1915 i Dresden. Han blev 1918 extra ordinarie professor i musikvetenskap vid tekniska högskolan i Dresden. Mellan 1939 och 1955 var han chef för ett musikbibliotek i Leipzig.
Han omarbetade grundligt Emil Naumanns Illustrierte Musikgeschichte (1908) och skrev Richard Strauss als Musikdramatiker (1907), biografier över Hugo Wolf (1906), Richard Wagner (1909), Palestrina (1914) och Orlando di Lasso (1915) samt Harmonielehre als Theorie (1911), Geschichte der Kantate und des geistlichen Konzerts (I, 1914), Musikästhetik (1915) med mera.